# داريوس غاريت
داريوس غاريت (بالإنجليزية: Darrius Garrett)‏ مواليد 11 أبريل 1990 في رالي، هو لاعب كرة سلة أمريكي. بدأ مسيرته الاحترافية في سنة 2012. يلعب في الدوري الفنزويلي لكرة السلة كلاعب وسط. يحمل الرقم 31. يبلغ طوله 6 قدم 9 بوصة (2.1 م).

## روابط خارجية
- داريوس غاريت على موقع كرة السلة الأوروبية.كوم (الإنجليزية)
- داريوس غاريت على موقع كلية كرة السلة في سبورتس رفرنس.كوم (الإنجليزية)
- داريوس غاريت على موقع ريلجم (الإنجليزية)
- داريوس غاريت على موقع بروبوليرز (الإنجليزية)
- داريوس غاريت على موقع سبورتس رفرنس (الإنجليزية)